# Орнекский сельский округ
Орне́кский се́льский окру́г (каз. Өрнек ауылдық округі) — административная единица в составе Жамбылского района Жамбылской области Казахстана.
Административный центр — село Орнек.

## История
В 1989 году существовал как Урнекский сельсовет в составе двух населённых пунктов: село Урнек (административный центр) и посёлок Жума (ныне — село).
В периоде 1991—1998 годов Урнекский сельсовет был переименован и преобразован в Орнекский сельский округ согласно реформам административно-территориального устройства Республики Казахстан.

## Население
| Численность населения | Численность населения | Численность населения |
| 1989                  | 1999                  | 2009                  |
| --------------------- | --------------------- | --------------------- |
| 3087                  | ↘3075                 | ↘2516                 |

## Состав
| № | Населённый пункт | Тип населённого пункта       | Население, 1989 | Население, 1999 | Население, 2009 |
| - | ---------------- | ---------------------------- | --------------- | --------------- | --------------- |
| 1 | Жума             | село                         | 240             | ↗283            | ↗284            |
| 2 | Орнек            | село, административный центр | 2 847           | ↘2 792          | ↘2 232          |